# Насімото Морімаса
Принц Насімото Морімаса (яп. 梨本宮守正王; 9 березня 1874, Кіото — 2 січня 1951, Токіо) — голова молодшої гілки японського імператорського дому Насімото-но-мія, маршал Японської армії.

## Біографія
Син принца Куні Асахіко та фрейліни Міцуе Хараді. Дядько імператриці Кодзюн.
2 грудня 1885 року став 3-м головою гілки Насімото-но-мія. В 1899 році вступив в 39-й піхотний полк. Учасник Російсько-японської війни. В серпні 1917 року був призначений командиром 16-ї дивізії. З 1919 року — член Генштабу. року став маршалом японської армії. В 1944 році вийшов у відставку.
2 грудня 1945 року був заарештований за наказом генерала Дугласа Макартура. 13 квітня 1946 року звільнений. 14 жовтня 1947 року разом з іншими членами молодших гілок імператорського дому був позбавлений титулів і перестав бути членом імператорської сім'ї. Помер від серцевого нападу.

## сім'я

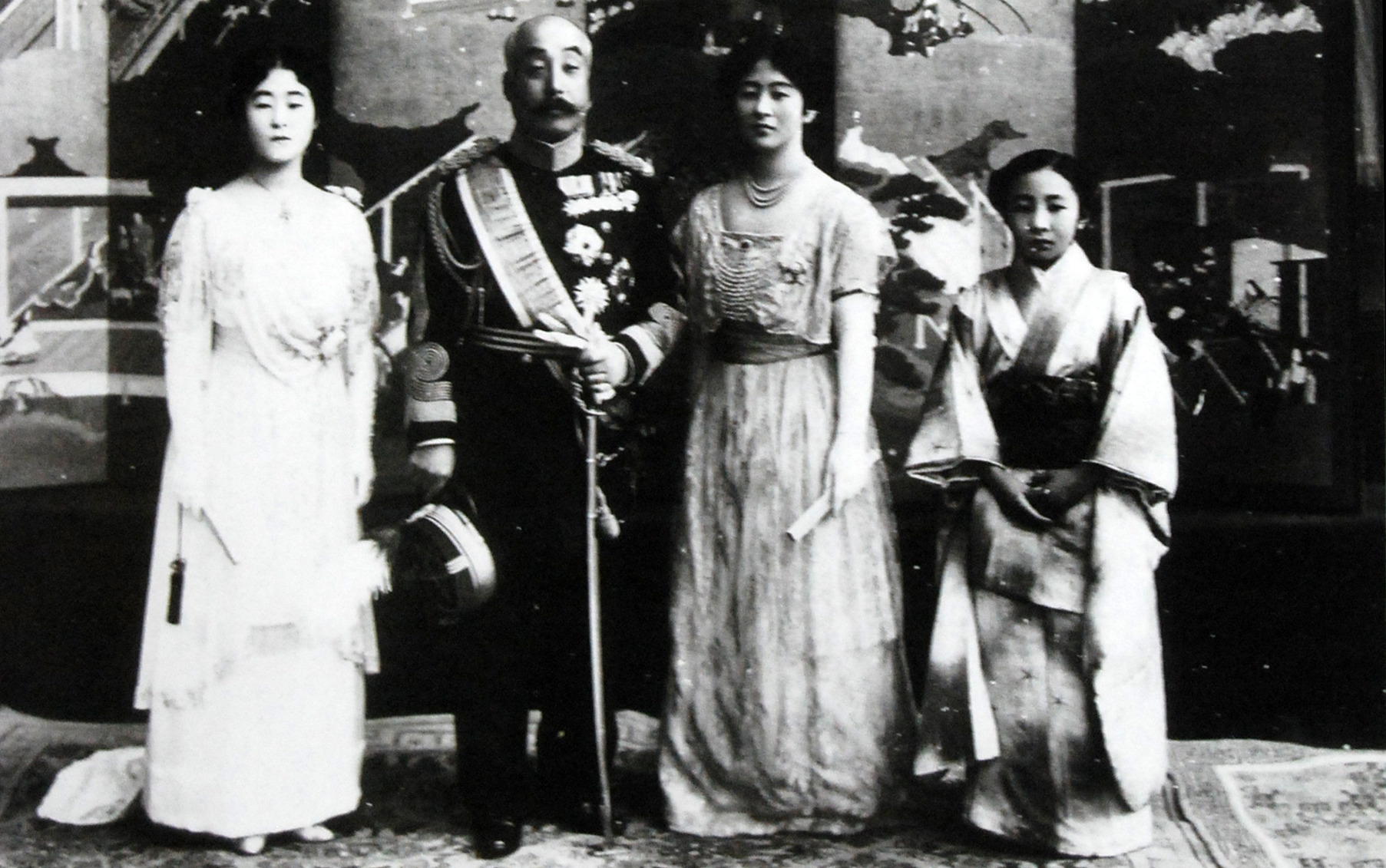
Принц Насімото з сім'єю (1918).

28 листопада 1900 одружився з Іцуко (1882— 1976), другою дочкою маркіза Набесіми Наохіро, колишнього посла в Італії і колишнього останнього даймьо князівства Сага. В пари народились 2 дочки:
- Масако (яп. 方子; 1901 — 1989) — в 1920 році вийшла заміж за кронпринца Ї Уна — єдинокровного брата і спадкоємця останнього корейського монарха Сунджона.
- Норіко (яп. 규子; 1907 — 1992) — в 1926 році вийшла заміж за графа Хірохасі Тадаміцу.

## Звання
- Молодший лейтенант (1899)
- Капітан (1904)
- Майор (1906)
- Підполковник (1908)
- Полковник (1910)
- Генерал-лейтенант (серпень 1917)
- Маршал (8 серпня 1932)

## Нагороди

### Японська імперія
- Орден Вранішнього Сонця 1-го класу (10 листопада 1895)
- Орден хризантеми
  - з великою стрічкою (3 листопада 1904)
  - з намистом (4 квітня 1942)
- Орден Священного скарбу 1-го класу
- Орден Золотого шуліки 4-го класу (1 квітня 1906)
- Медаль Російсько-японської війни 1904-1905 (1 квітня 1906)
- Військова медаль 1918-1920 (1 листопада 1920)
- Пам'ятна медаль реконструкції імперської столиці (5 грудня 1930)
- Знак маршала (8 серпня 1932)
- Пам'ятна медаль «2600 років Японії» (15 серпня 1940)
- Медаль члена Японського Червоного Хреста
- Орден Заслуг Червоного Хреста

### Інші країни
- Орден Подвійного дракона 1-го ступеня, 2-й клас (Династія Цін; 20 травня 1903)
- Королівський Вікторіанський орден, великий хрест (Британська імперія; 7 червня 1909)
- Орден Почесного легіону, великий хрест (Франція; 22 липня 1908)
- Орден Карлоса III, великий хрест (Іспанія; липень 1909)
- Королівський угорський орден Святого Стефана, великий хрест (Австро-Угорщина; 1909)